# Negast (Steinhagen)
Negast ist ein Ortsteil in der Gemeinde Steinhagen und liegt rund 10 Kilometer südwestlich von Stralsund. Der Name Negast leitet sich vom Namen Nigas ab. Der Ort wird vom Amt Niepars verwaltet. Bis zum Jahre 2011 gehörte der Ort zum Landkreis Nordvorpommern und ist nach der Kreisgebietsreform in Mecklenburg-Vorpommern Teil des neu gegründeten Landkreises Vorpommern-Rügen. Angrenzende Gemeinden sind Wendorf und Lüssow.
Bis 1990 hatte der Ort eher einen ländlich geprägten Charakter, danach entstanden zahlreiche neue Wohngebiete.

## Lage
Der Ort liegt unweit der Hansestadt Stralsund nur wenige Kilometer südwestlich entfernt. Durch den Ort verläuft die Bundesstraße 194, welche in Tribsees auf die Bundesautobahn 20 trifft. Negast verfügt über einen Busanschluss, hat aber keinen Bahnanschluss. Der nächstgelegene Bahnhof für den Fernverkehr ist der Stralsunder Hauptbahnhof. Negast grenzt an den Borgwallsee, welcher den Ort und die Hansestadt Stralsund mit Süßwasser versorgt. Der Borgwallsee grenzt an Negast in nordwestlicher Richtung. In südöstlicher Richtung, auf der gegenüberliegenden Seite, grenzt Negast an den weitläufig verlandeten Krummenhagener See.

## Sehenswürdigkeiten
- Borgwallsee und Krummenhäger See
- Erdholländer-Windmühle in Steinhagen
- Gutshaus Steinhagen von 1898 und Gutsanlage
- Gedenkstein neben dem Eingang zum Evangelischen Altersheim am Penniner Damm für den sozialdemokratischen Lehrer Karl Krull, der 1932 vor einem Hitler-Besuch in Stralsund von der Polizei erschossen wurde.